# Agustín Gil
Agustín Gil (27 de enero de 2001) es un deportista argentino que compite en judo. Ganó una medalla de bronce en el Campeonato Panamericano de Judo de 2025, en la categoría de –81 kg.

## Palmarés internacional
| Campeonato Panamericano | Campeonato Panamericano | Campeonato Panamericano | Campeonato Panamericano |
| Año                     | Lugar                   | Medalla                 | Categoría               |
| ----------------------- | ----------------------- | ----------------------- | ----------------------- |
| 2025                    | Santiago (Chile)        | Medalla de bronce       | –81 kg                  |